# 中華民國—以色列關係
中華民國與以色列國無正式外交關係，但有互設具大使館功能的代表機構。

## 政治

### 外交
中華民國政府對猶太復國主義一直持同情和支持態度，1949年3月初，中華民國政府正式承認以色列，在聯合國大會上投票贊成接納以色列為會員國，允許以色列向中國派出一名領事駐節上海，處理猶太人難民向以色列的轉移問題。在此期間以色列的確派了一個外交使團駐紮在上海，而且此時至少有4500名猶太人前往以色列。但不久，國府遷台，以色列駐上海領事伊爾坦提出：「根據我國的承認政策，我們的承認必須建立在務實的基礎之上.....毫無疑問，共和國政府是控制大陸的有效政府。」這一思想奠定了以色列對華政策的大方向。
1950年1月9日，以色列正式承認了新建立的中華人民共和國，成為中東地區第一個承認中共政權的國家。1959年，以色列向該國駐聯合國大使指示，「儘管我們與共產黨中國的交往不順，但也要盡量避免與台灣的國民黨政權來往。」。以色列與中華民國未建交是出於雙方各自的考量因素，除了以色列對中華人民共和國的承認之外，中華民國方面也基於對聯合國內阿拉伯諸國的外交支持有所需求，故採取親阿拉伯、遠以色列的立場:147-148。1967年6月「六日戰爭」後，中華民國於《聯合國安全理事會第242號決議》與美國等其他安理會常任理事國一同投下同意票，要求以色列撤出周邊阿拉伯諸國境內的以軍佔領部隊。然而，基於兩國都是美國的盟友，美國持續對兩國提供軍事和經濟支持。

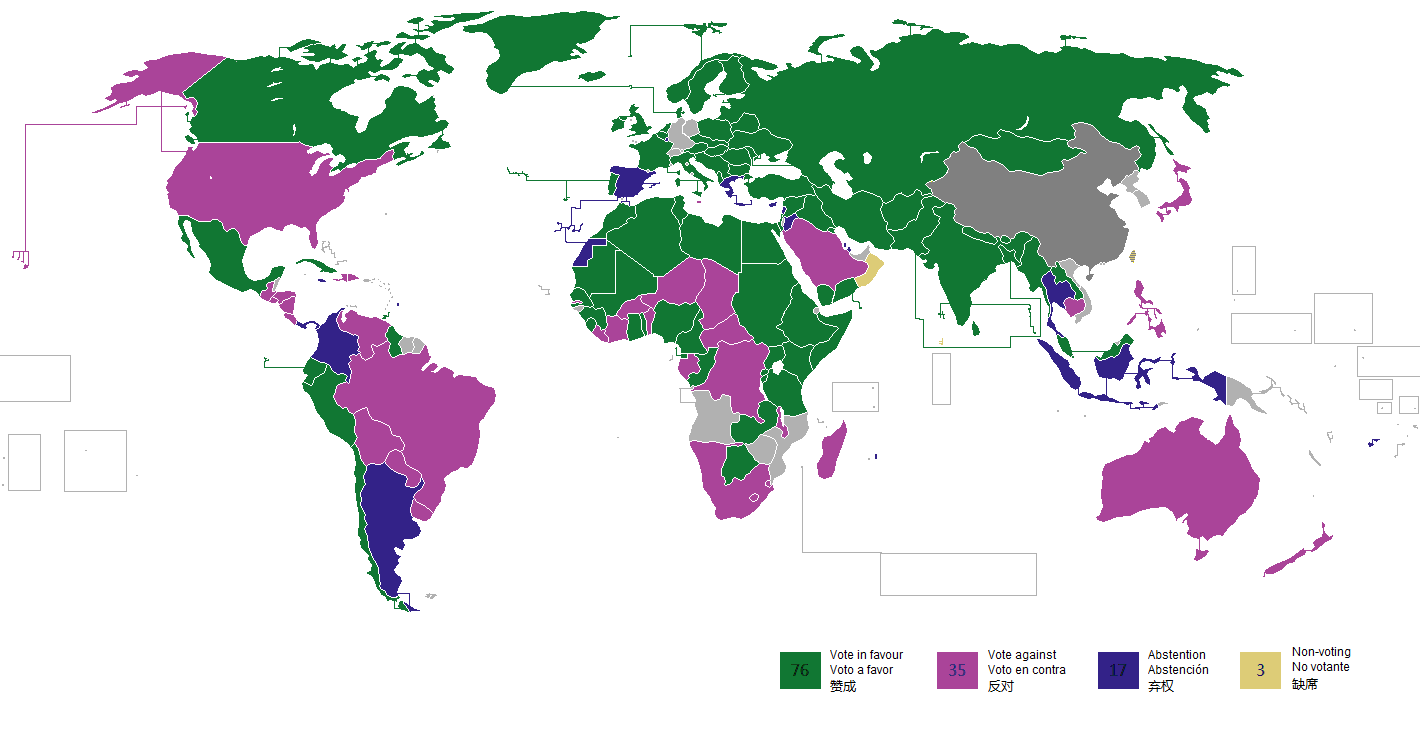
綠色國家表示在1971年的投票中反對中華民國續留聯合國，即《聯合國大會2758號決議》，其中包括以色列。

1971年10月25日，以色列投票反對中華民國續留聯合國，即《聯合國大會2758號決議》。然而同樣在1970年代，尤其是1979年中華民國與美國斷交後，臺灣在美國軍械減少下對第三方武器來源的需求，與以色列對外軍售賺取外匯及打破孤立的需求，促使雙方的檯面下軍事合作密切化:148。
1992年1月24日，以色列與中華人民共和國建立外交關係，中華民國政府表示關切並申明「以色列與中共在《建交公報》中所提及任何涉及我國主權及各權利事項，將一概不予承認。對於未來中以兩國之關係，我將基於國家利益慎加衡慮，再作定奪。」
1995年11月4日，以色列總理拉賓遇刺身亡。5日，中華民國外交部發表聲明表示極感震悼。
1999年9月21日，台灣發生大地震，以色列總統魏茨曼發表聲明表達關切，並於30日援贈醫療與嬰兒用品，供災民使用。
2000年，以色列追贈「國際義人獎」給予中華民國前駐維也納總領事何凤山，肯定其在第二次世界大战期間從寬核發猶太人赴華簽證，得以脫離納粹德國的迫害。
2002年3月，第二屆台灣、美國、以色列三邊國防安全研討會在以色列舉行，邀集三方學者就外交、國防及戰略等共同關切之議題進行研討，並建立第二軌道對話。
2004年5月，以色列在世界衛生大會（WHA）全會中，對於「邀請台灣以觀察員身分參與世界衛生大會」的提案表決，投下棄權票。
2012年6月13日，台灣雲門舞集在以色列特拉維夫歌劇院演出《屋漏痕》，榮譽團長、中華民國第一夫人周美青出席並參與演後酒會。
2019年2月，台北市長柯文哲前往以色列耶路撒冷，除了做為唯一受邀的華人市長參加「全球市長會議」外，並會見臺拉維夫市長胡爾代，兩位市長相見時，桌上放著中華民國國旗與以色列國旗。原訂和其他參加會議的市長，一起會見以色列總理納坦雅胡，因該國總理變更行程而取消。
2020年3月14日，以色列對於2019冠状病毒病疫情在全球擴散，總理納坦雅胡提到，要用數位技術來追蹤感染者的移動路線，包括使用手機定位追蹤，並稱此技術「台灣已試用，看來很成功，以色列是擁有此技術的國家之一，應該利用」。
2023年10月7日，巴勒斯坦武裝組織哈瑪斯對以色列發動攻擊，造成多人傷亡以及被俘，中華民國外交部對此表達嚴正譴責。
2024年5月、2025年5月，以色列在WHA發言支持台灣的參與。
2025年7月23日，以色列國會友台小組主席杜伯斯基發布共同聲明支持台灣的國際參與，連署人包括多位副議長共72名跨黨派議員，超過國會120席的過半席次，是以色列國會首度不分黨派共同發聲挺台。

### 代表機構
兩國於1992年11月11日以換文方式達成互設辦事處協議。12月23日，中華民國行政院准予設立。
1993年3月29日，中華民國設立具大使館功能的駐臺拉維夫臺北經濟貿易辦事處（Taipei Economic and Trade Office in Tel Aviv）。5月1日正式成立；7月18日，以色列設立類似功能的駐臺北以色列經濟貿易辦事處（Israel Economic and Trade Office in Taipei）。
1995年9月11日，雙方代表機構更名為駐臺拉維夫臺北經濟文化辦事處（Taipei Economic and Cultural Office in Tel Aviv）、駐台北以色列經濟文化辦事處（Israel Economic and Cultural Office in Taipei, ISECO）。

#### 事件
2020年7月30日，前中華民國總統李登輝逝世，駐台北以色列經濟文化辦事處發文表示「對前總統李登輝的辭世，及家屬與台灣人民表達最深切的哀悼和不捨。他以對台灣社會及經濟發展的貢獻而聞名，而且他將永遠被記住。」
2023年是兩國相互設處30週年，駐台北以色列經濟文化辦事處於1月11日－3月12日在中正紀念堂舉辦「當臺灣人遇見以色列」（Meet Israel Through Taiwanese Eyes）攝影展。
2023年10月7日，哈瑪斯對以色列發動攻擊後，中華民國總統蔡英文、副總統賴清德皆表達對以色列的支持與慰問，駐台北以色列經濟文化辦事處發文表示感謝，並以中英文稱呼其為總統（President）、副總統（Vice President）。
2024年5月6日，以色列海法市舉辦大屠殺紀念日（Yom HaShoah）活動，向納粹大屠殺受害者與倖存者致敬，邀請以色列政要與各國駐以色列代表參加，中華民國駐以色列代表李雅萍亦受邀並致詞，中華人民共和國代表得知後立即向主辦單位抗議，要求台灣代表離場，主辦單位不願配合，便提前離場以示抗議。

## 經濟

### 貿易

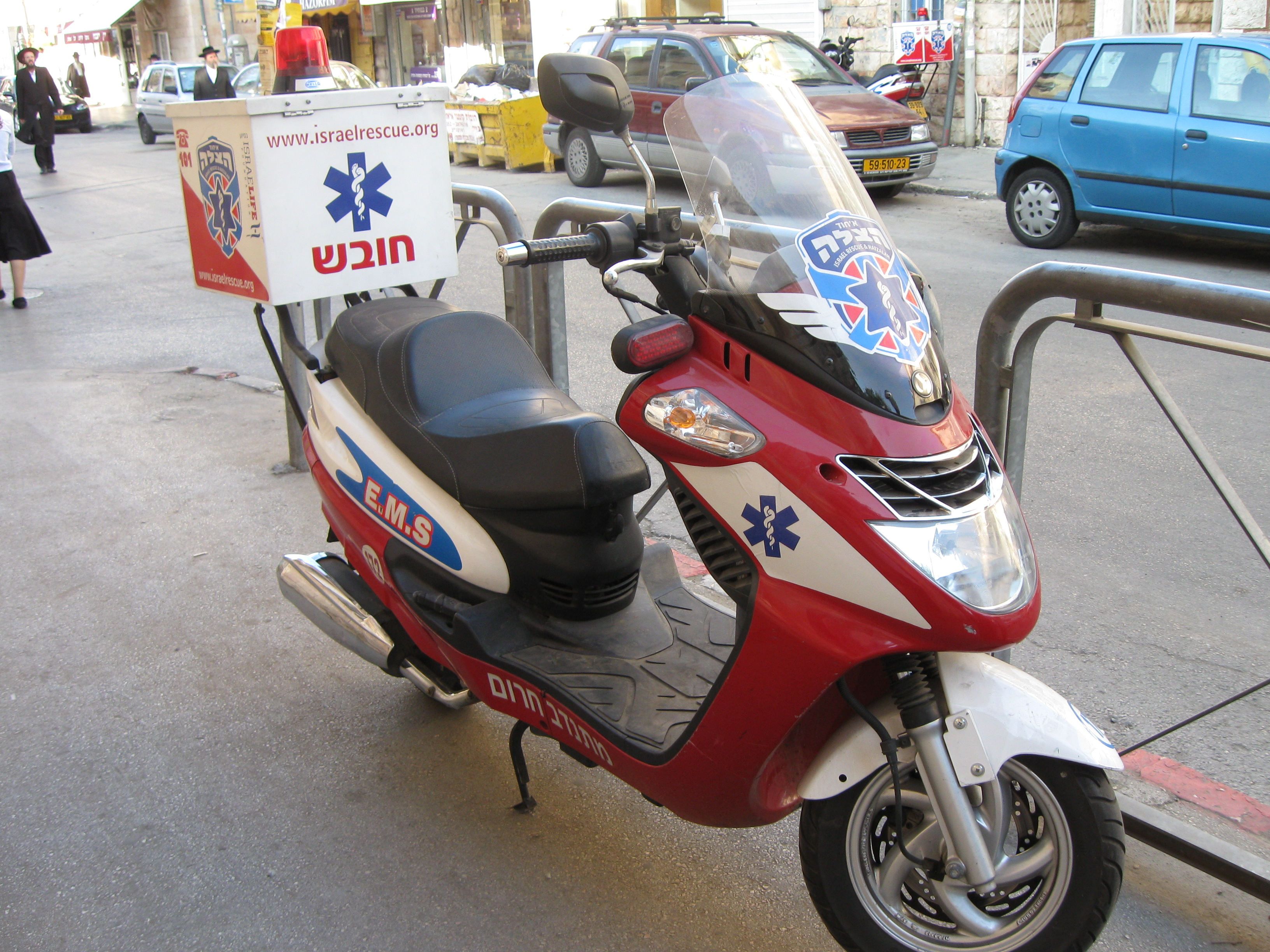
以色列耶路撒冷街頭的三陽工業醫療救援機車

中華民國對外貿易發展協會（外貿協會）在以色列事實上的首都臺拉維夫設立台灣貿易暨創新中心。經濟部國際貿易署也在臺拉維夫設立駐以色列代表處經濟組。
臺商大都經由以色列貿易商來經營該國市場，亦有業者採取「臺灣接單、中國大陸出貨」方式銷貨至以色列，另因近年來以色列商品檢驗標準大幅比照歐盟規範，故部分業者產品在取得歐盟標章後，於經營歐洲市場之餘，轉口輸往以色列市場，降低貨運成本。
| 年分 | 貿易總額      | 貿易總額 | 貿易總額 | 出口至以色列  | 出口至以色列 | 出口至以色列 | 自以色列進口  | 自以色列進口 | 自以色列進口 | 順逆差  |
| 年分 | 金額          | 年增減   | 排名     | 金額          | 年增減       | 排名         | 金額          | 年增減       | 排名         | 順逆差  |
| ---- | ------------- | -------- | -------- | ------------- | ------------ | ------------ | ------------- | ------------ | ------------ | ------- |
| 2017 | 1,710,583,660 | ▲9.8%    | 32       | 710,561,980   | ▲12.9%       | 30           | 1,000,021,680 | ▲7.6%        | 32           | 逆差▼   |
| 2018 | 1,510,931,211 | ▼11.7%   | 36       | 825,880,939   | ▲16.2%       | 29           | 685,050,272   | ▼31.5%       | 36           | 順差 -- |
| 2019 | 1,774,949,415 | ▲17.5%   | 31       | 782,526,051   | ▼5.2%        | 30           | 992,423,364   | ▲44.9%       | 30           | 逆差 -- |
| 2020 | 1,912,571,553 | ▲7.8%    | 30       | 842,820,686   | ▲7.7%        | 29           | 1,069,750,867 | ▲7.8%        | 30           | 逆差▲   |
| 2021 | 2,497,302,376 | ▲30.6%   | 30       | 974,725,139   | ▲15.7%       | 29           | 1,522,577,237 | ▲42.3%       | 31           | 逆差▲   |
| 2022 | 3,279,070,362 | ▲31.3%   | 30       | 1,124,390,230 | ▲15.4%       | 28           | 2,154,680,132 | ▲41.5%       | 28           | 逆差▲   |
| 2023 | 2,519,901,247 | ▼23.2%   | 30       | 1,012,573,193 | ▼9.9%        | 27           | 1,507,328,054 | ▼30.0%       | 29           | 逆差▼   |
| 2024 | 2,520,965,827 | ▲0.0%    | 32       | 1,088,943,717 | ▲7.5%        | 29           | 1,432,022,110 | ▼5.0%        | 29           | 逆差▼   |

2022年自以色列進口的產品－天然氣凝析油（屬輕質原油）為首次入列，占進口總值15.3%。凝析油是中華民國煉油工業所必須之原料，烏俄戰爭導致全球油价飆漲，許多國家必須轉移分散其石油產品進口來源。中華民國除了從⾧期貿易往來的中东國家提高進口，以色列也首次成為石油產品進口來源國。
2023年的兩國貿易項目如下：
出口至以色列的前10大項目為：集成电路；電話機（包括智能手机），以及其他傳輸或接收聲音、圖像之有線或无线网络通訊器具；自動資料處理機、磁性或光學閱讀機；特定用途機器之零件與附件；具有特殊功能之機器與機械用具；苯乙烯之聚合物；不鏽鋼扁軋製品；物品用栓塞、旋塞、阀與類似用具；鋼鐵製螺釘、螺栓、螺帽、螺旋鈎、車用螺釘、鉚釘、橫梢、開口梢、墊圈與類似製品；聚縮醛、环氧树脂、醇酸樹脂、聚碳酸酯、聚丙烯酯與其他聚酯、聚醚等。
自以色列進口的前10大項目為：計量或檢查用儀器與器具、定型投影機；電話機（包括智能手机），以及其他傳輸或接收聲音、圖像之有線或无线网络通訊器具；石油原油與自瀝青質礦物提出之原油；X光或阿爾法、貝他、伽馬放射線器具；積體電路；理化分析用儀器與器具、計量或檢查粘性、多孔性、膨脹性、表面张力與類似性能之儀器與器具，計量或檢查熱量、音量或光之儀器與器具、理化分析用切片機；示波器、频谱分析仪與其他供計量或檢查電量之儀器與器具，供計量或偵測X光、阿爾法、貝他、伽馬放射線、宇宙或其他離子輻射線用之儀器與器具；內科、外科、牙科或兽医用儀器與用具；製造半导体、集成电路與平面顯示器用之機器與器具、零件與附件；特定用途機器之零件與附件等。

### 投資
根據中華民國經濟部投資審議司統計，截至2023年12月，臺商赴以色列總投資金額約2.14億美元，計有45件；以色列赴臺灣總投資金額約0.24億美元，計有150件。另有統計截至2022年，臺商赴以色列總投資金額約5.6億美元。
高科技產業為兩國廠商的主要合作領域，目前臺商在以色列的投資主要是入股投資，較少介入實際經營，與以色列業務有密切往來的業者，例如旺宏電子、華邦電子、致茂電子、廣達電腦、聯發科技、新唐科技、友達光電、大銀微系統、宏達國際電子、鴻海科技集團、中國信託金融控股、上海商業儲蓄銀行等。
2020年6月，臺灣林口新創園國際新創專區（International Program X Innovation Park, IP2 Launchpad）的臺以專區舉行商業合作協定簽約儀式，該計畫促成多家以商與臺商進行實質合作，林口新創園並與以色列新創國家中心（Startup Nation Central）簽約，建置臺灣創新搜尋器（Taiwan Innovation Finder）。
截至2023年，在以色列無臺商或臺僑組織，以及臺灣金融機構。

### 會展
目前舉辦的有：臺以次长級經濟合作會議，通常每兩年輪流在兩國舉辦，至2022年已舉辦第14屆；臺以民間經濟聯席會議，至2021年已舉辦第8屆。

#### 事件
2003年11月，以色列出口協會舉行兩場會議，共計15國外貿推廣單位派員參加。主辦單位為彰顯該會議之國際性，於會場懸掛與會的15國旗，當中華人民共和國人員察覺中華民國國旗亦懸掛於會場，即向主辦單位抗議，在抗議無效後離開會場，以示不滿。

## 軍事

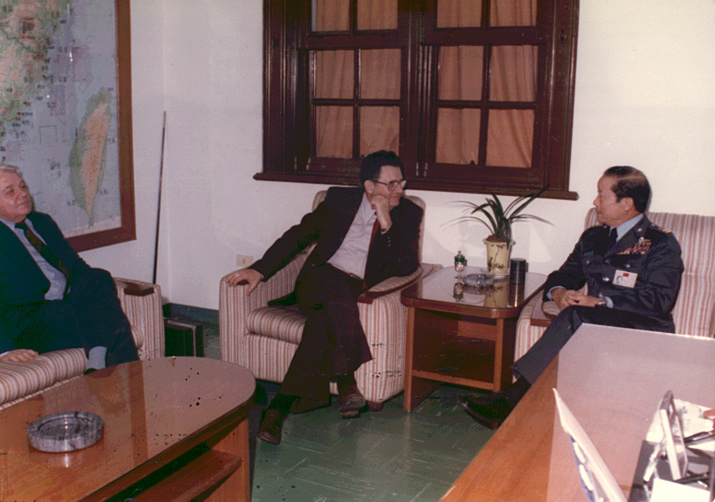
以色列軍事情報局局長訪問中華民國，1979年攝

### 軍售

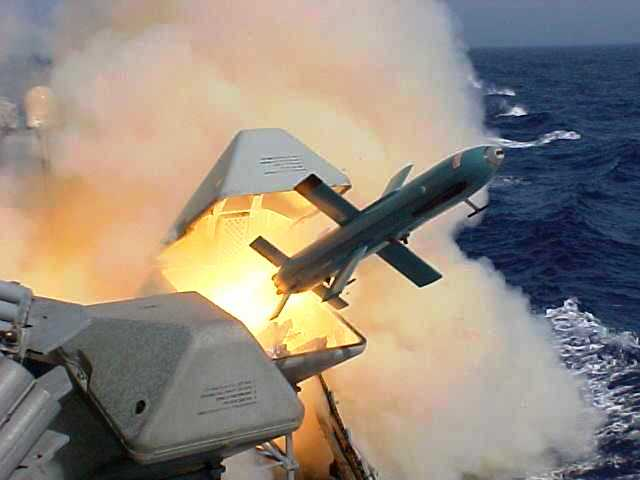
以色列開發的天使反艦飛彈。

以色列航太工業和中華民國的軍事合作關係，可追溯到1971年中華民國退出聯合國後，中華民國國軍追求武器的自力更生，分散採購來源。以色列剛好在這個時期大力擴軍，希望藉軍品外銷，分攤武器研發成本。但顧慮到中華民國和阿拉伯國家的關係，一切都在機密情況下進行。
1975年，當美國迫於中华人民共和国壓力而拒絕向中華民國出售響尾蛇飛彈時，以色列卻出售了防空飛彈，並特許就地生產天使二型反艦飛彈（中華民國國軍改名為「雄風」，並在此基礎上研製了雄風系列飛彈）和發射架。這是雙方第一筆軍火交易。1979年中華民國與美國斷交後，除了臺、以雙方對彼此的軍售合作需求外，美國也由於與中華人民共和國建交而必須減少軍武售臺，需要以色列作為第三方來補足對臺軍售的角色。:148到1989年，總共生產了523枚飛彈和77座發射架。其餘特許生產的還有50艘塔瓦爾（Dvora）快艇，以及大批槍械和迫擊炮，包括127公釐蟒蛇火箭炮，加利爾步槍、烏茲微型衝鋒槍，以及其他各種電子設備和武器。
此後雙方的軍售無論是在量還是在質都迅速上升。中華民國的經國號戰鬥機和300架F-5戰鬥機全部由以色列升級換代，裝上了以色列特許在中華民國生產的雷達，以及中華民國海軍的陽字號驅逐艦安裝了天使反艦飛彈、以色列航太工業出售的羅塞特（Reshet）火控和指揮系統，其他公司則翻新了13艘舊軍艦。此外，地下飛機掩體系統、武器和燃料儲存系統據信都採用了以色列模式。

### 飛彈
英國《詹氏年鑑》於1980年代曾經推測過青鋒飛彈的研發過程受到以色列大量的技術支援。2001年，國家中山科學研究院也曾經在內部刊物中指明青鋒飛彈有來自以色列的協助。該飛彈已於1991年10月服役。

### 潛艇

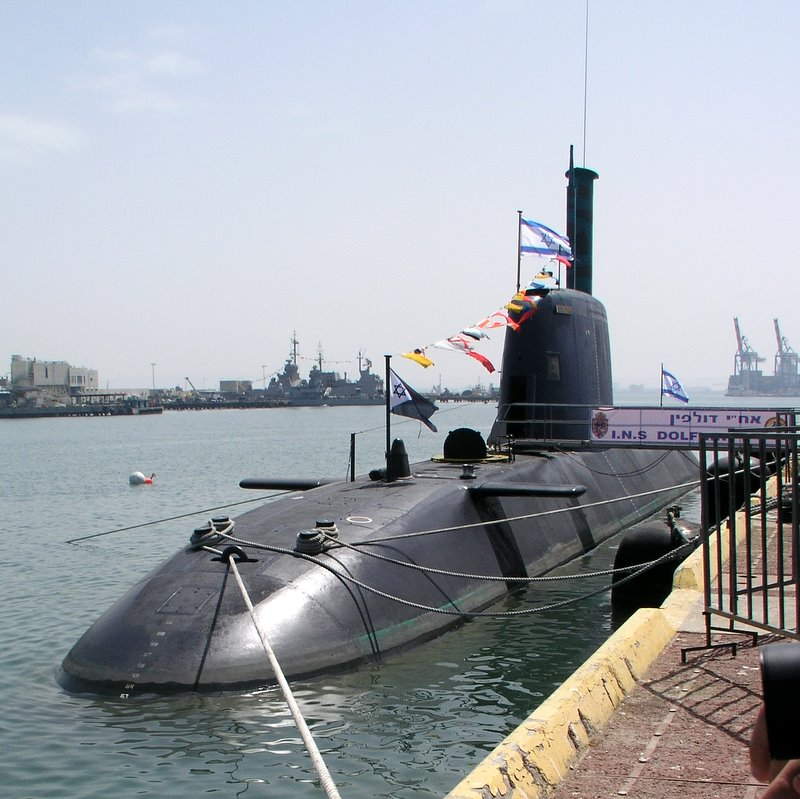
以色列的海豚級常規動力潛艇。

在中國大陸購買俄羅斯的基洛級潛艇後，為了維持台海平衡，中華民國軍方尋求購買新式常規潛艇。因為美國以發展核子動力潛艇為主，已不再生產常規潛艇，故將目光再一次投向以色列。考慮到中國大陸的反應，故由美國出面協調，制定了以色列設計、德國生產、美國購買交貨的方式。以色列的海豚級潛艇是軍方多年來的目標，為此，曾任中華民國國家安全會議副秘書長的江春男、諮詢委員柯承亨等人曾赴美國、以色列實地考察。

### 衛星
2001年9月10日，《聯合報》披露，中華民國軍方對中國大陸進行監控的方式有「重大突破」，雙方達成一項秘密協議，正式租用以色列的地球資源觀測一號（EROS A）商用間諜衛星以及另外三顆即將發射的同類型衛星，在為期6年的時間內，對中國人民解放軍設施和部隊動態實施偵蒐。依靠這顆衛星，偵測目標將深入到中國內陸，偵查對象包括所有「對中華民國具有威脅的飛彈發射基地」。根據衛星提供的情報，可為軍方「突襲」中國大陸提供精確資料。在這筆交易中，以色列獲得的利潤將高達20億美元。此外，雙方還合作一項高度機密的「天貴」計劃，這項電子定向偵測計劃目的是提高軍方對雷達定位和無線電監聽的能力。

## 核技術
中華民國很早就與以色列有核技術來往，雙方經常進行核科學家的互訪，並提出派遣核研究人員赴以色列相關研究機構參加培訓，認為「這不僅將提高我們研究人員的水準，也有利於增進我們之間的瞭解。」
1964年10月16日，中華人民共和國成功試爆原子彈後，中華民國便決心發展核武器，建立自主核能力。1965年7月，時任總統蔣中正親自命國防部次長唐君鉑負責籌建中山科學研究院（中科院）與核能研究所，並撥專款1.4億美元，加快核武器研製和生產。但由於1955年7月18日就與美國簽有《和平使用原子能合作協議》，1965年5月25日又與國際原子能總署簽定《原子能安全保障檢查三邊協定》，因此只能借民用之名，從當時世界上核能研究較為先進的國家獲得技術援助。
1965年初，以色列原子能委員會主席伯格曼受邀訪台，會見了國防部長蔣經國，並出任中科院首任外籍顧問。:186-187根據《紐約時報》的報導，1981年，雙方的科學家聯合參與了南非核計劃。
與以色列的核往來推動了中華民國核技術的快速發展，但擁有核武器不符合美國的東亞戰略，因此防止發展獨立核力量是美國的一貫政策。70年代早期，美國認為中華民國在五年內將具備製造核武器的能力，國際原子能總署的例行檢查也發現了異樣，於是在美國和國際的壓力下收手。

## 交流

### 學術
與以色列臺拉維夫大學東亞學系、希伯來大學東亞學系合作開設「臺灣講座」課程，邀請台灣學者、教授赴以色列進行短期講座。另提供臺灣獎學金、華語文獎學金、臺灣獎助金予以色列學生或學者赴台學習中文或從事研究。

### 援助
2020年5月22日，對於2019冠状病毒病疫情在全球擴散，中華民國政府捐贈以色列國家救援組織「紅大衛盾會」10萬片外科口罩；8月12日，捐贈「夏米爾醫療中心」1萬個N95口罩、2,000件防護衣與8,000件隔離衣等防疫物資，協助第一線的醫護人員對抗疫情。

### 水資源
選擇以色列TaKaDu公司的管理解決方案，以協助改善水網絡管理並節省水资源。目標是在全長3,000公里的管道中選擇特定地區試用TaKaDu的软件，然後逐步將其擴展到全臺灣。
臺灣與以色列IDE Technologies公司合作。IDE為台塑石化建造逆滲透的海水淡化廠。廠址位於雲林縣麥寮鄉，日處理能力為105,000，生產可供工業用的高質量水。該廠利用IDE的除硼系統，成為世界上第一個達到硼濃度低於0.01ppm的公司。
2021年5月，經濟部水利署與以色列水務局（Israel Water Authority, IWA）舉辦臺以水資源交流，針對兩國水資源利用與海水淡化推動情形進行交流，由經濟部水利署⾧與以色列水務局⾧共同主持。

## 協定
| 日期 | 簽署 | 備註         |
| --- | --- | ------------ |
| 1998年6月19日 | 《駐臺拉維夫臺北經濟文化辦事處與駐台北以色列經濟文化辦事處間互免海運事業所得稅瞭解備忘錄》                                                                               | 以下簡稱台以 |
| 1999年3月8日 | 《（中華民國經濟部）標準檢驗局與以色列標準協會合作協議》 |              |
| 1999年7月 | 《台北市與耶路撒冷市合作議定書》 | [ 註 4 ]     |
| 1999年10月 | 《賴阿南納市與台南市締結姊妹市協定》 《工業技術研究院與以色列工業研發中心合作備忘錄》                                                                                    | [ 註 5 ]     |
| 2003年7月9日 | 《臺拉維夫商會與中華民國對外貿易發展協會貨品暫准通關證制度執行議定書及其生效換函》                                                                                       |              |
| 2004年7月31日 | 《台以農業合作瞭解備忘錄》 |              |
| 2006年1月24日 | 《台以科技合作協定》 |              |
| 2006年7月5日 | 《台以衛生合作協定》 |              |
| 2007年1月 | 《中華民國全國工業總會與以色列製造業協會合作備忘錄》 《中華民國國際經濟合作協會與以色列出口暨國際合作協會合作備忘錄》 《資訊工業策進會與以色列工業研發中心合作備忘錄》   | [ 註 6 ]     |
| 2007年7月 | 《台以仲裁合作協議》 《基隆港與埃拉特港姐妹締盟書》 |              |
| 2008年3月 | 《台以電子化政府合作備忘錄》 |              |
| 2009年2月 | 《台以航空工作協議》 |              |
| 2009年6月18日 | 《台以關務互助協定》 |              |
| 2009年12月18日 | 《台以避免所得稅雙重課稅及防杜逃稅協定》 |              |
| 2010年2月 | 《中國輸出入銀行與以色列國民銀行轉融資合作協議》 |              |
| 2010年6月30日 | 《中華民國與以色列關於洗錢及資助恐怖主義相關金融情資交換合作了解備忘錄》                                                                                                 |              |
| 2011年6月27日 | 《台以互免簽證協議》 |              |
| 2011年11月16日 | 《台以中小企業合作瞭解備忘錄》 《台以水科技合作瞭解備忘錄》 |              |
| 2012年1月2日 | 《臺以航空運輸協定》 | [ 66 ]       |
| 2013年12月10日 | 《台以環境保護瞭解備忘錄》 《代表處或領事據點駐外人員之眷屬從事有償工作協議》 《標準化、符合性評鑑及度量衡協定》 《台以海關優質企業相互承認協定》                        |              |
| 2014年12月3日 | 《台以教育、青年、體育合作協定》 | [ 註 7 ]     |
| 2015年4月20日 | 《台以工業研究及發展雙邊合作協定》 |              |
| 2015年10月18日 | 《臺以再生能源合作意向書》 | [ 68 ]       |
| 2016年3月 | 《中華民國對外貿易發展協會與以色列全國總商會合作備忘錄》 |              |
| 2016年4月 | 《臺北市進出口商業同業公會與以色列全國總商會合作備忘錄》 | [ 42 ]       |
| 2016年8月 | 《中華民國工商協進會與以色列以亞商會合作備忘錄》 |              |
| 2017年6月 | 《資訊工業策進會與以色列高科技協會合作備忘錄》 |              |
| 2018年4月 | 《中華民國對外貿易發展協會與以色列出口暨國際合作協會合作備忘錄》 |              |
| 2018年9月 | 《中華民國物流協會與以色列全國總商會合作備忘錄》 《臺灣國際物流暨供應鏈協會與以色列全國總商會合作備忘錄》 《臺北市航空貨運承攬商業同業公會與以色列全國總商會合作備忘錄》 |              |
| 2018年11月 | 《生技醫療科技政策研究中心與以色列高科技協會合作備忘錄》 |              |
| 2020年8月24日 | 《台以駕照相互承認與換發協定》 | [ 註 8 ]     |
| 2020年11月25日 | 《（中華民國經濟部標準檢驗局與以色列標準協會）一般性合作協定》 |              |
| 2020年12月1日 | 《臺以志工合作瞭解備忘錄》 |              |
| 2022年5月11日 | 《臺以社会福利暨社會工作合作共同宣言》 | [ 70 ]       |
| 2022年7月13日 | 《臺以金融科技合作備忘錄》 | [ 71 ]       |
| 2023年5月3日 | 《臺以度假打工計畫協定》 | [ 72 ]       |
| 2024年10月14日 | 《臺以文化合作協定》 | [ 73 ]       |
| 國立臺灣大學、國立清華大學、國立交通大學、國立成功大學、中央研究院等 與以色列理工學院、魏茨曼科學院等大學簽有交換教授、交換學生等學術合作協議。 | |              |

## 簽證

持中華民國護照的中華民國國民簽證要求分布圖：入境以色列可以免簽證。

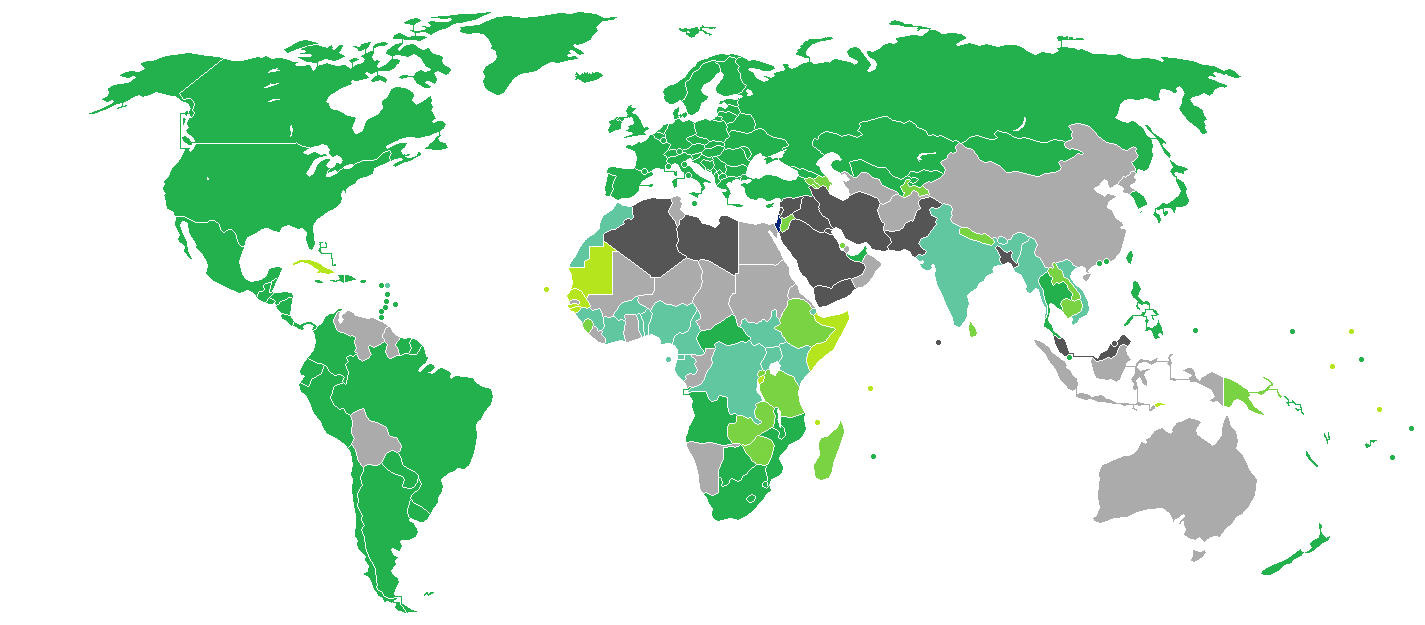
持以色列護照的以色列國民簽證要求分布圖：入境中華民國可以免簽證。

持有載明身分證字號的中華民國普通護照之中華民國國民可以免簽證的方式入境以色列，每180天內停留時間不得超過90天。以色列對於免簽證入境的外國國民，自2025年1月起須事前線上填報旅行授權電子系統（Electronic Travel Authorization, ETA-IL）。對於免簽證入境的外國國民另實施「入境卡」制度（entry card），為身分證大小的硬質紙卡，效力與入境章戳相同，於出境時由移民官收回。停留以國期間若前往巴勒斯坦地區，要再返回以色列時，以國軍方檢查哨會查驗入境卡與護照後才能放行。經以色列過境轉機亦可免簽證。
持有以色列護照的以色列國民也可以免簽證入境中華民國，停留最多90天。
此外，兩國每年皆提供特定名額的18－30歲青年為期1年的度假打工簽證（皆必須未曾取得此種簽證）。

### 事件
2025年6月，有鑑於中東緊張情勢升高，外交部領事事務局調升以色列與伊朗的旅遊警示等級，並暫緩執行臺以度假打工計畫。

## 交通

### 航空

#### 客運
兩國無直航班機，可經由（不計航點遠近，截至2023年6月16日）：
- 臺北松山→上海-浦東，再轉機前往以色列的國際機場（英语：List of airports in Israel）。
- 台北桃園→北京-首都、上海-浦東、深圳、香港、東京-成田、首爾-仁川、曼谷、普吉、德里[註 9]、杜拜、伊斯坦堡、倫敦、巴黎、羅馬、米蘭、慕尼黑、法蘭克福、阿姆斯特丹、維也納、布拉格（2023年7月18日開航臺北桃園）、紐約、洛杉磯、芝加哥、舊金山、多倫多→以色列。
- 臺中→深圳、香港、東京-成田、首爾-仁川→以色列。
- 台南→香港→以色列。
- 高雄→北京-首都、上海-浦東、深圳、香港、東京-成田、首爾-仁川、曼谷→以色列。
- 花蓮→首爾-仁川（包機飛花蓮）→以色列。

## 外部連結
| - 中華民國外交部－以色列簡介 （页面存档备份，存于） - 駐臺拉維夫台北經濟文化辦事處（Facebook、Twitter、科技組） - 外交部領事事務局－國外旅遊警示分級表 - 中華民國衛生福利部－國際旅遊疫情建議等級 - 中華民國國際經濟合作協會 （页面存档备份，存于） - 臺拉維夫台灣貿易暨創新中心（LinkedIn） - 臺灣以色列商業文化促進會（Facebook） | - 駐台北以色列經濟文化辦事處（Facebook、Twitter、YouTube） |